# Sara Makovec
Sara Makovec, slovenska nogometašica, * 31. marec 2000.
Sara je za Slovenijo nastopila na kvalifikacijah za žensko svetovno prvenstvo v nogometu 2019.